# Tin Pan Alley

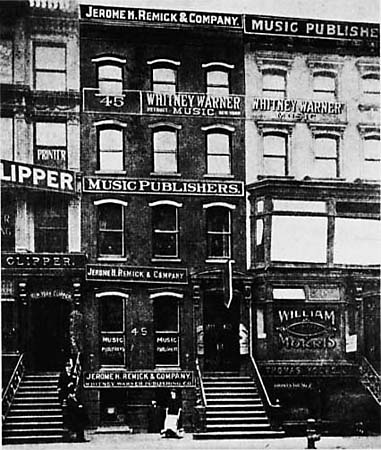
Tin Pan Alley

Tin Pan Alley – określenie kompozytorów i wydawców muzyki rozrywkowej, którzy zdominowali muzykę amerykańską na przełomie XIX i XX wieku. Określenie pochodzi od nazwy manhattańskiej uliczki znajdującej się między Broadwayem a Szóstą Aleją, będącej tradycyjną siedzibą twórców i producentów muzyki popularnej.
Umowną datą rozpoczynającą Tin Pan Alley jest 1885 rok, gdy wielu wydawców zajęło lokale w tej samej dzielnicy Manhattanu. Jednak trudniej wyznaczyć koniec – według niektórych jest to okres Wielkiego Kryzysu w latach 30. XX wieku, według innych zmierzch Tin Pan Alley przypada na lata 50., kiedy popularność zdobył rock ‘n’ roll.
Tin Pan Alley to również tytuł piosenki Haliny Frąckowiak oraz Steviego Raya Vaughana.

## Przedstawiciele
- George Gershwin
- Oscar Hammerstein II
- Scott Joplin
- Buddy DeSylva
- Irving Berlin
- Ira Gershwin